# Jerzy Koluch
Jerzy Koluch (ur. 9 lipca 1955, zm. we wrześniu 2007) – polski lekkoatleta, kulomiot, medalista mistrzostw Polski.

## Kariera sportowa
Karierę sportową rozpoczął w klubie Piast Słupsk, gdzie lekkoatletykę uprawiała także jego siostra, Krystyna Koluch Następnie reprezentował barwy Floty Gdynia.
Na mistrzostwach Polski seniorów na otwartym stadionie zdobył jeden medal: brązowy w pchnięciu kulą w 1983. Ponadto w latach 1979-1986 siedmiokrotnie zajmował miejsce w pierwszej ósemce MP. W halowych mistrzostwach Polski seniorów wywalczył jeden medal: brązowy w pchnięciu kulą w 1981.
W 1982 wystąpił jedyny raz w meczu międzypaństwowym (przeciwko drużynom Anglii, Norwegii i Szkocji), zwyciężając w pchnięciu kulą, z wynikiem 18,97.
Rekord życiowy w pchnięciu kulą: 19,23 (5.06.1983). 